# Wellington Management Company
Wellington Management Company è una società statunitense di gestione degli investimenti privata e indipendente con asset dei clienti in gestione per un totale di oltre 1 trilione di dollari USA con sede a Boston, Massachusetts, Stati Uniti.
L'azienda funge da consulente per gli investimenti per oltre 2.200 istituzioni in oltre 60 paesi. Tra i suoi clienti figurano banche centrali e istituzioni sovrane, fondi pensione, fondi di dotazione e fondazioni, family office, sponsor di fondi, assicurazioni, intermediari finanziari e gestori patrimoniali.

## Storia
Nel 1928, il contabile di Filadelfia Walter L. Morgan fondò il primo fondo comune bilanciato negli Stati Uniti, il Wellington Fund.  Wellington Management Company è stata costituita nel 1933.
Nel 1951, l'azienda assunse John C. Bogle, che subentrò a Morgan come presidente nel 1970. Nel 1967, Wellington si fuse con la società di gestione degli investimenti, con sede a Boston, Thorndike, Doran, Paine & Lewis. Bogle se ne andò nel 1974 e fondò The Vanguard Group, mantenendo Wellington per gestire alcuni dei fondi di Vanguard.
Nel 1979, i 29 soci originari di Wellington riacquistarono l'azienda dopo un periodo come società per azioni.
Nel 1994, Wellington ha offerto il suo primo fondo UCITS (Undertakings for Collective Investment in Transferable Securities Directive 2009) domiciliato in Lussemburgo.
Sempre nel 1994, Wellington ha offerto il suo primo hedge fund. Nel 2014, l'azienda ha presentato la sua prima strategia di private equity. Nel 2016 l'azienda gestiva asset alternativi per i clienti per un totale di oltre 40 miliardi di dollari e offriva oltre 40 fondi.
Il CEO Brendan Swords ha ricoperto la carica dal 2014. Nel settembre 2020 l'azienda ha annunciato la nomina di Jean Hynes come CEO.

## Wellington Management Foundation
La Wellington Management Foundation, un fondo di beneficenza con un focus educativo, è stata fondata nel 1992. Attraverso il suo programma annuale di sovvenzioni, la Fondazione sostiene programmi e organizzazioni in nove regioni, tra cui Filadelfia, che migliorano l'istruzione e le opportunità educative di giovani economicamente svantaggiati. La Wellington Management UK Foundation è stata istituita nel 2016 per concedere sovvenzioni a organizzazioni nel Regno Unito e in Europa.

## Uffici
Con sede a Boston, l'azienda ha un ufficio a Radnor, Pennsylvania, e ha aperto uffici a Londra nel 1983; Singapore nel 1996; San Francisco, Sydney e Tokyo nel 1997, Hong Kong nel 2003; Chicago nel 2004; Pechino nel 2007; Francoforte nel 2011; Zurigo e Lussemburgo nel 2014; Toronto nel 2018; Shangai nel 2020; Milano nel 2021; Madrid nel 2022 e New York nel 2023.

## Premi e riconoscimenti
Nel 2018, il direttore globale della diversità e dell'inclusione di Wellington, Shawna Ferguson, ha vinto il premio Campione dell'anno per la diversità individuale della Northeast Human Resources Association.  Anche l'investitore di private equity dell'azienda, Matt Witheiler, è stato nominato nella Midas Brink List del 2018.   Wellington si è classificata al nono posto nella classifica annuale 2017 di Institutional Investor degli AUM dei migliori gestori di fondi con sede negli Stati Uniti. Nel 2016 si è classificata al primo posto tra gli asset manager per punteggio di notorietà del marchio secondo il sondaggio eVestment. Sempre nel 2016, Citywire ha classificato Jean Hynes tra le 20 migliori gestori-donne di portafoglio negli Stati Uniti. Nel 2013 e 2014 il piano pensionistico di Wellington è stato considerato uno dei migliori piani 401K da BrightScope. Wellington Management è stata nominata una delle principali società paneuropee di gestione di fondi nei premi Thomson Reuters Extel 2014. Jean Hynes è stata inserita tra le 100 donne più influenti nella finanza statunitense di Barrons nel marzo 2020.  L'azienda ha ricevuto il premio Fixed Income Manager of the Year per il 2020 da Environmental Finance.